# Gegants de Maó
Els Gegants de Maó són una família de gegants que van establir-se de manera permanent a Menorca a la ciutat de Maó, després d'una primera visita com gegants llogats durant les «Festes Populars de Setembre» del 1934, en temps de la Segona República Espanyola, quan els noms de les festes majors es van secularitzar. La primera parella, arribada vestida de reis, va canviar de nom i de vestit, va esdevenir més menorquina i el 1992 finalment va ser batejada «Tomeu i Guida», pares d'una colla que va enriquir-se dels gegants del Casal de Gent Gran, en Pere i na Gràcia, Miquelet es Salero i s'Àvia Corema.
El 1929 la ciutat de Maó ja va llogar per a la primera vegada una parella de gegants i quatre capgrossos de cartó pedra per a les Festes de la Mare de Déu, a la casa El Ingenio de Barcelona.

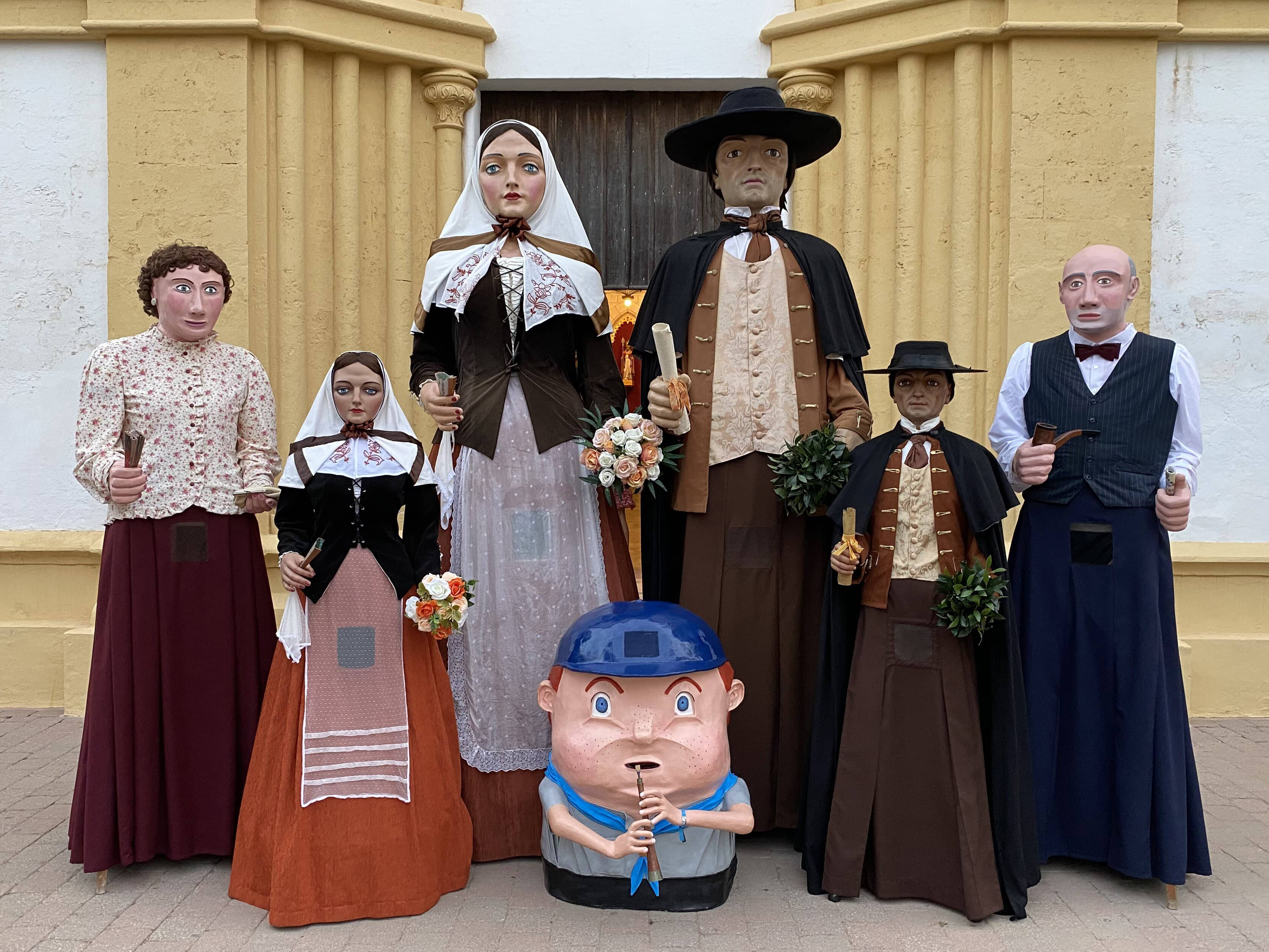
Gegants de Maó (Aitor Garrido)

L'any 1998 la grallera Xisca Caules va compondre el vals Gegants, pel que el ballador Xiscu Mora va fer una coreografia a ballar per la gran parella. El tema és utilitzat com a ball de lluïment als moments més protocol·laris dels històrics gegants en Tomeu i na Guida. El 2009 es va celebrar el 75è aniversari de l'arribada dels gegants a Maó amb una festa i l'edició d'un segell dedicat als gegants. Des dels anys 2010 i 2011 l'artista Miquel Villalonga i Coll es va encarregar de restaurar-les i tornar-les el seu aspecte original.